# Абдулразак Гурна
Абдулразак Гурна (20. децембар 1948) је књижевник и академик.
Рођен је у Танзанији а живи у Уједињеном Краљевству и има британско држављанство. Рођен је у Султанату Занзибар, а дошао је, као избеглица, у Уједињено Краљевство током Занзибарске револуције.
Његов роман  Рај (1994) је ушао у ужи избор и за Букерову и Витбредову награду. Романи Дезертер (2005) и Поред мора (2001), били су на широј листи за Букер и у ужем избору за Књижевну награду Лос Анђелес Тајмса. Гурна је добио Нобелову награду за књижевност 2021. године за „бескомпромисан и саосећајан продор у ефекте колонијализма и судбине избеглица у јазу између култура и континената“. Ради као професор емеритус енглеске и постколонијалне књижевности на Универзитету у Кенту.

## Биографија
Абдулразак Гурна је рођен 20. децембра 1948. године у Султанату Занзибар, који је сада део данашње Танзаније. Напустио је острво са 18 година, након свргавања владајуће арапске елите током Занзибарске револуције, и као избеглица стигао у Енглеску 1968. године. Арапског је порекла, а његов отац је био бизнисмен који је емигрирао из Јемена. Гурна је рекао: „Дошао сам у Енглеску када речи, као што су тражилац азила, нису биле сасвим исте – више људи се бори и бежи из терористичких држава.“
Почео је да студира на Крајст Черч Универзитету у Кентерберију (Canterbury Christ Church University), чије је дипломе у то време додељивао Универзитет у Лондону. Затим је прешао на Универзитет у Кенту, где је докторирао 1982. године, са тезом под насловом Критеријуми у критици западноафричке фикције.

## Каријера
Од 1980. до 1983. године Гурна је предавао на Бајеро Универзитету у Каноу, у Нигерији. Потом је постао професор енглеске и постколонијалне књижевности на Универзитету у Кенту, где је предавао до пензионисања 2017. године. Сада је професор емеритус енглеске и постколонијалне књижевности на универзитету.
Иако је критика позитивно оценила Гурнине романе, они нису били комерцијално успешни и нису објављени ван Уједињеног Краљевства.
Након што му је додељена Нобелова награда за књижевност 2021. године, издавачи су се борили да одрже корак са порастом потражње за његовим делом.
Поред свог рада на Универзитету, Гурна се бави и писањем. Аутор је многих кратких прича, есеја и десет романа.
Иако му је први језик свахили, користи енглески као свој књижевни језик. Међутим, интегрише делове свахилија, арапског и немачког у већину својих дела.
Гурна је почео да пише из носталгије за домом. Почео је са записивањем мисли у дневник, које су се претвориле у дужа размишљања о дому, да би на крају прерасле у писање измишљених прича о другим људима. Ово је створило навику да се писање користи као средство за разумевање и бележење његовог искуства избеглице, живота у другој земљи и осећаја расељења. Ове почетне приче су на крају постале Гурнин први роман, Сећање на одлазак (1987), који је написао упоредо са својим докторском дисертацијом. Ова прва књига поставила је позорницу за његово континуирано истраживање тема „дуготрајне трауме колонијализма, рата и расељавања“ кроз његове наредне романе, кратке приче и критичке есеје.

Сталне теме које се провлаче кроз његово писање су егзил, расељавање, припадност, колонијализам и прекршена обећања државе. Већина његових романа говори о људима који живе у земљама у развоју, погођеним ратом или кризом, а који можда нису у стању да испричају своје приче.
Велики део његовог дела смештен је на источну обалу Африке и сви протагонисти његових романа, осим једног, рођени су у Занзибару. Иако се Гурна није вратио да живи у Танзанији откако је отишао са 18 година, он је рекао да се његова домовина „увек појави су његовој машти, чак и када намерава да своје приче постави негде другде.“
Три од десет његових романа преведена су на српски језик.

## Књижевна дела

### Романи
- Сећање на одлазак (Memory of Departure, 1987)
- Пут ходочасника (Pilgrims Way ,1988)
- Доти (Dottie, 1990)
- Рај (Paradise, 1994) (ужи избор за Букерову и Витбредову награду)[22]
- Дивећи се тишини (Admiring Silence, 1996)
- Поред мора (By the Sea, 2001) (шири избор за Букерову и ужи избор за Књижевну награду Лос Анђелес Тајмса)[23]
- Напуштање (Desertion, 2005) [24]
- Последњи поклон (The Last Gift, 2011)
- Срце од шљунка (Gravel Heart, 2017)
- Живот после живота (Afterlives, 2020)[25]

### Кратке приче
- "Кавези" (Cages, 1984)
- "Боси" (Bossy, 1994)
- "Ескорт" (Escort, 1996)
- "Фотографија принца" (The Photograph of the Prince, 2012)
- "Моја мајка је живела на фарми у Африци (My Mother Lived on a Farm in Africa, 2006)
- "Прича о доласку"(The Arriver's Tale, 2016)
- "Прича о апатриду" (The Stateless Person's Tale, 2019)